# Koppel (wiskunde)
Een koppel of geordend paar is in de wiskundige verzamelingenleer een 2-tupel, een rij van twee wiskundige objecten. Een geordend paar of koppel komt met een element van een  tweeplaatsige relatie overeen. De gebruikelijke notatie voor een geordend paar of een koppel is {\displaystyle (a,b)}.
Een veel voorkomend voorbeeld van een geordend paar of koppel is voor de plaatsaanduiding in een cartesisch coördinatenstelsel. Het argument op de eerste plaats is er daarbij voor de {\displaystyle x}-coördinaat en het argument op de tweede plaats voor de {\displaystyle y}-coördinaat.

## Kenmerken
De kenmerkende eigenschap van een koppel is dat het twee elementen opsomt in een welbepaalde volgorde. Zij {\displaystyle a} een element van een verzameling {\displaystyle A} en {\displaystyle b} een element van een verzameling {\displaystyle B}, dan noteert men het geordend paar als {\displaystyle (a,b)}. Het koppel {\displaystyle (a,b)} is gelijk aan het koppel {\displaystyle (c,d)} dan en slechts dan als {\displaystyle a=c} en {\displaystyle b=d}. Het koppel {\displaystyle (a,b)} is niet hetzelfde als het paar {\displaystyle \{a,b\}}: bij dit laatste speelt de volgorde van {\displaystyle a} en {\displaystyle b} geen rol. Er geldt altijd:
{\displaystyle \{a,b\}=\{b,a\},}
maar
{\displaystyle (a,b)\neq (b,a)}
tenzij {\displaystyle a=b}. In dit laatste geval is het een identiek koppel.
Een enkele keer wordt ook de notatie met schuine haken {\displaystyle \langle a,b\rangle } gehanteerd en soms wordt de komma door een puntkomma vervangen, met name als de elementen {\displaystyle a} en {\displaystyle b} decimale getallen zijn, bijvoorbeeld
{\displaystyle (1;1{,}5)}
voor het koppel dat bestaat uit het natuurlijke getal een en de breuk drie tweede.
Grafisch wordt een koppel meestal voorgesteld als een paar punten, verbonden door een boog met een pijltje. Het pijltje geeft de zin aan van de oorsprong naar het doel.
Bij een identiek koppel vallen begin- en eindpunt samen. De boog wordt dan een lus zonder pijltje.

## Definitie
Handboeken over naïeve verzamelingenleer mijden een strikte definitie en hanteren de kenmerkende eigenschap als een uitdrukkelijk of verzwegen axioma. In wiskundige modellen waarin alles een verzameling is, wordt het koppel {\displaystyle (a,b)} gedefinieerd als de verzameling {\displaystyle \{\{a\},\{a,b\}\}}. Deze definitie maakt de kenmerkende eigenschap eenvoudig bewijsbaar, maar ze is voor de intuïtie eerder hinderlijk dan behulpzaam.
De verzameling van alle mogelijke koppels waarvan het eerste lid tot een gegeven verzameling {\displaystyle A} behoort en het tweede lid tot een gegeven verzameling {\displaystyle B}, noemt men het cartesische product van {\displaystyle A} en {\displaystyle B}, genoteerd als {\displaystyle A\times B}.

## Meerplaatsigheid
Relaties worden in de  de theoretische informatica gebruikt om een eindige verzameling {\displaystyle n}-tupels, waarbij {\displaystyle n} een vast getal is dat meer dan twee kan zijn, die deel uitmaken van een gegeven cartesisch product
{\displaystyle A_{1}\times \cdots \times A_{n}} dat door verzamelingen is samengesteld, die niet noodzakelijk eindig zijn.
Koppels of geordende paren komen overeen met de elementen van een tweeplaatsige relatie. Dat zijn de relaties die in de praktijk het meeste worden gebruikt, maar relaties met meer dan twee argumenten, met een hogere plaatsigheid dan twee kunnen dus ook worden gedefinieerd. Op deze manier zijn er tupels met meer dan twee argumenten te definiëren: tripels, tripletten of geordende drietallen, quadrupels, geordende viertallen, quintupels, sextupels, enzovoort. Bij een algemeen aantal elementen {\displaystyle n\in \mathbb {N} } is het een {\displaystyle n}-tupel of kortweg tupel.
Wanneer het nodig is een definitie van een tripel te geven, kan worden afgesproken dat
{\displaystyle (a,b,c)=((a,b),c)}
De definitie is ook minder belangrijk dan de kenmerkende eigenschap:
{\displaystyle (a,b,c)=(d,e,f)\iff a=d,\ b=e} en {\displaystyle c=f}
Recursief wordt een {\displaystyle n}-tupel gedefinieerd via een {\displaystyle (n-1)}-tupel
{\displaystyle (a_{1},\ldots ,a_{n})=((a_{1},\ldots ,a_{n-1}),a_{n})},
met weer de definitie dat twee tupels alleen aan elkaar gelijk zijn als de overeenkomstige elementen in de aangegeven volgorde twee aan twee aan elkaar gelijk zijn.